# Мирзамова, Барнохон Косимбаевна
Барнохон Косимбаевна Мирзамова (30 мая 1975 года, Уйчинский район, Наманганская область, Узбекская ССР) — узбекский политический деятель, депутат Законодательной палаты Олий Мажлиса Республики Узбекистан IV созыва. Член Либерально-демократической партии Узбекистана.

## Биография
В 2008 году Барнохон окончила Наманганский инженерно-педагогический институт. В 2020 году избрана в Законодательную палату Олий Мажлиса Республики Узбекистан IV созыва, а также назначена на должность члена Комитета по аграрным и водохозяйственным вопросам Законодательной палаты Олий Мажлиса Республики Узбекистан.